# Выдровка (приток Корылькы)
Выдровка — река в России, протекает по территории Ямало-Ненецкого автономного округа. Устье реки находится в 190,1 км по левому берегу реки Корылькы. Длина реки составляет 19 км.

## Данные водного реестра
По данным государственного водного реестра России относится к Нижнеобскому бассейновому округу, водохозяйственный участок реки — Таз. Речной бассейн реки — Таз.
Код объекта в государственном водном реестре — 15050000112115300065413.